# Заслужений геолог Республіки Білорусь

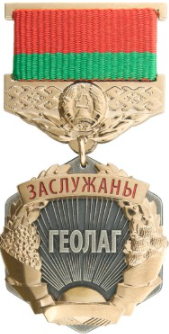

«Заслужений геолог Республіки Білорусь» — почесне звання.

## Порядок присвоєння
Присвоєння почесних звань Республіки Білорусь здійснює Президент Республіки Білорусь. Рішення щодо присвоєння 
державних нагород оформляються указами Президента Республіки Білорусь. Державні нагороди,в тому числі
почесні звання, вручає Президент Республіки Білорусь або інші службовці за його вказівкою. Присвоєння почесних 
звань РБ відбувається в урочистій атмосфері. Державна нагорода РБ вручається нагородженому особисто. У випадку
присвоєння почесного звання РБ з вручення державної нагороди видається посвідчення.
Особам, удостоєнних почесних звань РБ, вручають нагрудний знак.
Почесне звання «Заслужений геолог Республіки Білорусь» присвоюється високопрофесійним інженерно-технічним, науковим
працівникам, а також іншим працівникам геологічних, геофізичних, гідрогеологічних, типографо-геодезичних служб і
науково-дослідних геологічних організацій, які працюють за спеціальністю десять і більше років, за великі заслуги
у галузі геології та розвідування надрів, значний внесок у створення та поширення мінерально-сировинної бази
Республіки Білорусь, розробку та впровадження в геологорозвідувальне виробництво передових технологій.